# El Chamal
El Chamal är en ort i Mexiko.   Den ligger i kommunen La Misión och delstaten Hidalgo, i den sydöstra delen av landet, 180 km norr om huvudstaden Mexico City. El Chamal ligger 1 606 meter över havet och antalet invånare är 157.
Terrängen runt El Chamal är bergig österut, men västerut är den kuperad. Runt El Chamal är det ganska glesbefolkat, med 42 invånare per kvadratkilometer. Närmaste större samhälle är Jacala, 13,2 km väster om El Chamal. I omgivningarna runt El Chamal växer huvudsakligen savannskog.